# Chatterton (poème)
Pour les articles homonymes, voir Chatterton.
 (mars 2023).
Chatterton est un sonnet d'Alfred de Musset écrit sous sa dictée par George Sand en [Quand ?]. Il évoque sa réaction à la pièce d'Alfred de Vigny Chatterton, consacrée au destin tragique du poète anglais Thomas Chatterton (1752-1770). 
```
Quand vous aurez prouvé, messieurs du journalisme,
Que Chatterton eut tort de mourir ignoré,
Qu'au Théâtre-Français on l'a défiguré,
Quand vous aurez crié sept fois à l'athéisme,
```

```
Sept fois au contresens et sept fois au sophisme,
Vous n'aurez pas prouvé que je n'ai pas pleuré.
Et si mes pleurs ont tort devant le pédantisme,
Savez-vous, moucherons, ce que je vous dirai ?
```

```
Je vous dirai : "Sachez que les larmes humaines
Ressemblent en grandeur aux flots de l'Océan ;
On n'en fait rien de bon en les analysant ;
```

```
Quand vous en puiseriez deux tonnes toutes pleines,
En les faisant sécher, vous n'en aurez demain
Qu'un méchant grain de sel dans le creux de la main."
```